# Cantone di Cazouls-lès-Béziers
Il Cantone di Cazouls-lès-Béziers è una divisione amministrativa dell'arrondissement di Béziers.
È stato costituito a seguito della riforma approvata con decreto del 26 febbraio 2014, che ha avuto attuazione dopo le elezioni dipartimentali del 2015.

## Composizione
Comprende i seguenti 28 comuni:
- Autignac
- Cabrerolles
- Causses-et-Veyran
- Caussiniojouls
- Cazouls-lès-Béziers
- Colombiers
- Faugères
- Fos
- Fouzilhon
- Gabian
- Laurens
- Magalas
- Margon
- Maraussan
- Maureilhan
- Montady
- Montesquieu
- Murviel-lès-Béziers
- Neffiès
- Pailhès
- Pouzolles
- Puimisson
- Roquessels
- Roujan
- Saint-Geniès-de-Fontedit
- Saint-Nazaire-de-Ladarez
- Thézan-lès-Béziers
- Vailhan